# 有本章
有本 章（ありもと あきら、1941年10月26日 - ）は、日本の教育社会学者、広島大学名誉教授。元日本高等教育学会会長。専門は教育社会学（高等教育論）。
広島県広島市生まれ。1964年広島大学教育学部卒業。1969年広島大学大学院教育学研究科博士課程単位取得退学。1985年「マートン科学社会学の研究 そのパラダイムの形成と展開」で広島大学より教育学博士の学位を取得。第1次新渡戸フェロー、大阪教育大学助教授、教授、1988年広島大学高等教育研究開発センター教授、2001年日本高等教育学会会長、2004年定年退官、特任教授、センター長、文部科学省21世紀COEプログラム拠点リーダー等、名誉教授、比治山大学高等教育研究所長・教授、日本学術会議連携委員。2021年、瑞宝中綬章受章。

## 著書
- 『大学人の社会学』学文社 1981
- 『マートン科学社会学の研究 そのパラダイムの形成と展開』福村出版 1987
- 『大学教授職とFD アメリカと日本』東信堂 2005
- 『大学教育再生とは何か 大学教授職の日米比較』玉川大学出版部　2016
- 『学問生産性の本質 日米比較』東信堂　2022

### 共編著
- 『職業と教育 職業指導論』近藤大生共編著 福村出版 1980
- 『現代社会と教育』近藤大生共編著 福村出版 1984
- 『現代の職業と教育 職業指導論』近藤大生共編 福村出版 1991
- 『「学問中心地」の研究 世界と日本にみる学問的生産性とその条件』編 東信堂 1994
- 『大学教授職の国際比較』江原武一共編著 玉川大学出版部 1996
- 『大学改革の現在』山本眞一共編著 東信堂 講座「21世紀の大学・高等教育を考える」 2003
- 『大学のカリキュラム改革』編 玉川大学出版部 高等教育シリーズ 2003
- 『高等教育概論 大学の基礎を学ぶ』羽田貴史,山野井敦徳 共編著 ミネルヴァ書房 Minerva教職講座 2005
- 『大学力 真の大学改革のために』北垣郁雄共編著 ミネルヴァ書房 2006
- 『変貌する日本の大学教授職』編著 玉川大学出版部 高等教育シリーズ 2008
- 『教育社会学概論』山崎博敏,山野井敦徳 共編著 ミネルヴァ書房 2010
- 『変貌する世界の大学教授職』編著 玉川大学出版部 高等教育シリーズ 2011
- 『The Changing Academic Profession』U.Teichler,W.K.Cummings 共編著 Springer 2013
- 『Teaching and Research in Contemporary Higher Education』J.C. Shin,W.K. Cummings, U.Teichler 共編著 Springer 2014
- 『Changing Academic Profession in Japan』W.K.Cummings,F. Huang,J.C.Shin 共編著 Springer 2015
- 『Bibliographies and careers throughout academic life』J. Galaz-Fontes, U.Teichler, J.Brennan 共編著 Springer 2016
- 『大学教授職の国際比較―世界・アジア・日本』編著 東信堂 2020

### 翻訳
- H.J.パーキン『イギリスの新大学』共訳 東京大学出版会 1970
- バートン・R.クラーク『高等教育システム 大学組織の比較社会学』東信堂 1994
- E.L.ボイヤー『大学教授職の使命 スカラーシップ再考』玉川大学出版部 1996
- H.J.パーキン『イギリス高等教育と専門職社会』安原義仁共編訳 玉川大学出版部 1998
- B.R.クラーク『大学院教育の国際比較』監訳 玉川大学出版部 高等教育シリーズ 2002

## 論文
- Cinii